# تام بری
تام بری (انگلیسی: Tom Berry; ۲۳ آوریل ۱۸۷۹ – ۳۰ اکتبر ۱۹۵۱) چهاردهمین فرماندار داکوتای جنوبی بود.